# Hela Sveriges filmfestival
Hela Sveriges filmfestival var en ambulerande filmfestival med fokus på landsbygden och dess kultur som ägde rum vartannat år 1993-2007. Första gången festivalen arrangerades var 1993 i Jokkmokk. Initiativtagare var filmaren Curt Strömblad, filmvetaren Stig Eriksson och organisationen Hela Sverige ska leva.

## Upplagor

### Jokkmokk 9-13 juni 1993

#### Visade filmer
- Avsked från Matiora
- Fem minuter för Amerikas döda
- Här har du ditt liv
- Milagro
- Midnattssolens son
- Änglagård

#### Medverkande gäster
- Rolf Husberg
- Stefan Jarl
- Colin Nutley
- Harry Schein
- Torbjörn Säfve

### Vetlanda 7-10 september 1995

#### Visade filmer
- Broarna i Madison County
- Innan regnet faller
- Milagro
- Pelle Erövraren
- Svens mack
- Stora och små män
- Utvandrarna
- Åsa-Nisse
- Äppelkriget

#### Medverkande gäster
- Inez Abrahamsson
- Sven Bohlin
- Nurukyor Claude Somda
- Margot Wallström

### Jokkmokk 21-25 maj 1997

#### Visade filmer
- Antonias värld
- Enskilda samtal
- Fargo
- Jag är din krigare
- Jokkmokks-Jokke - en folkkär artist ser tillbaka
- Jägarna
- Lars Hård
- Livet i Finnskogarna
- Minister på villovägar
- Rusar i hans famn
- Rymdinvasion i Lappland

#### Medverkande gäster
- Lars Engqvist
- Sara Lidman

### Sala och Heby 2-5 september 1999

#### Visade filmer
- Badarna
- Dagar vid älven
- Falkens öga
- Fucking Åmål
- Happy End
- Hela härligheten
- Under solen
- Tsatsiki, morsan och polisen
- Vägen till Klockrike

#### Medverkande gäster
- Anders Grönros
- Rolf Lassgård
- Mona Malm
- Colin Nutley
- Christina Olofson

### Storuman 2-6 maj 2001

#### Visade filmer
- Del av den värld som är din : en kofilm
- Hans och hennes
- Mer än tassemarker
- Vem bryr sig!

#### Medverkande gäster
- Inge Andersson
- Susanna Edwards
- Ylva Floreman
- Love Larsson
- Marianne Löfstedt
- Thage G. Peterson
- Janne Widmark

### Gotland 7-11 maj 2003

#### Visade filmer
- 1900
- 25 ungar och en pappa
- Atman
- Att komma ut på landsbygden
- Betraktelser
- Blånande hav
- Briggen Tre Liljor
- Brödernas kvinna
- Du ska nog se att det går över
- Elina – som om jag inte fanns
- En liten ö
- Erik Eriksson  landsbygdsskildrare
- Flamingo
- För en handfull dollar
- Förlorad bygd  svunnen tid
- Fårödokument
- Fårödokument 1979
- Gotland eller det ordnar sig
- Grabben i graven bredvid
- Grisjakten
- Jack
- Jorden skälver
- Kopps
- Kungen av Herrvik
- Köftbögen
- Ljuset håller mig sällskap
- Love Boogie
- Mjölkproduktion som nått vägs ände
- Motorliv
- Mörkret
- Offret
- Om väder och moln
- Persona
- Petri tårar
- Här kommer Pippi Långstrump
- På rymmen med Pippi Långstrump
- Regi Andrej Tarkovskij
- Rivalerna
- Ryska själar
- Skammen
- Skoteristen, Fåra-Lisa och fotdeodoranten
- Slogans
- Smultronställen
- Spår
- Sånger från andra våningen
- Three Poems by Spoon Jackson
- Tinke
- Tokyo Noise
- Twinlab
- Vintersport
- Vår hatkärlek till hembygden
- Ögonblick vid stranden
- Öppet köp

#### Medverkande gäster
- Helena Bremberg
- Håkan Ericsson
- Gösta Hjort
- Lena Häglund
- Hans Klintbom
- Sören Larsson
- Rolf K. Nilsson

### Vännäs 8-13 november 2005

#### Visade långfilmer
- 1900
- 27 sekundmeter, snö
- Alpbönder
- Anguish
- Arga män (utan ben) : En roadmovie
- Armbryterskan från Ensamheten
- Bondeuppror
- Bortglömda
- Darwins mardröm
- Det gyllene fältet
- En smak av livet
- Ett annat sätt att leva
- Första kärleken
- Grodmysteriet
- Herdefärd i tredje årtusendet
- Krama mig
- Kronans rallare
- Lokföraren som vinkade
- Masjävlar
- Miraklet i Småland
- Monrak Transistor
- Om Sara
- Percy, Buffalo Bill och jag
- Populärmusik från Vittula
- Sara, Sam och Glommers
- Schultze Gets the Blues
- Sven Klangs kvintett
- Så som i himmelen
- A Tale of Two Sisters
- Tjenare kungen
- Vodka Lemon
- Wallace & Gromit: Varulvskaninens förbannelse
- Zugvögel - Tågfåglar

#### Medverkande gäster
- Stig-Arne Bäckman
- Jenny Bergman
- Runar Enberg
- Peter Gerdehag
- Silvia Haselbeck
- Mikel Cee Karlsson
- Erich Langjahr
- Britta Lundgren
- Sverker Olofsson
- Elisabeth Rynell
- Malin Skjöld
- Carl Henrik Svenstedt
- Oskar Östergren

### Jokkmokk 29 maj - 3 juni 2007

#### Visade filmer
- Apocalypto
- Blåbärskriget
- Hjordeliv
- Kid Svensk
- Pans labyrint
- Situation Frank

#### Medverkande gäster
- Göran Forsmark
- Lars-Göran Pettersson